# Берёзовка (приток Мги)
Берёзовка — река в России, протекает по Кировскому району Ленинградской области. Устье реки находится в 48 км по правому берегу реки Мги, исток — севернее посёлка Новая Малукса. Длина реки — 12 км.

## Населённые пункты
- Деревня Берёзовка
- Посёлок Новая Малукса

## Данные водного реестра
По данным государственного водного реестра России относится к Балтийскому бассейновому округу, водохозяйственный участок реки — Нева, речной подбассейн реки — Нева.
Код объекта в государственном водном реестре — 01040300312102000008692.